# Cologne Grand Prix 1973
Il Cologne Grand Prix 1973 è stato un torneo di tennis giocato sul sintetico indoor. È stata la 1ª edizione del Cologne Grand Prix, che fa parte del World Championship Tennis 1973. Si è giocato a Colonia in Germania, dal 19 al 25 febbraio 1973.

## Campioni

### Singolare
Jan Kodeš ha battuto in finale  Brian Fairlie con il punteggio di 6–1 6–3 6–1

### Doppio
Mark Cox /  Graham Stilwell hanno battuto in finale  Tom Okker /  Marty Riessen con il punteggio di 7–6, 6–3